# Školica
Školica je stara dječja igra popularna u cijelom svijetu, uključujući Hrvatsku. Igra se na tlu i spada u grupu igara sa skakanjem. Igra je pogodna za razvoj motoričkih vještina te se koristi u vrtićima i školama u nastavi fiskulture.

## Povijest
Ne zna se točno kad i gdje se igra pojavila. Spominje se u starim kineskim tekstovima iz 2357. Pr. Kr. te u kasnijim egipatskim i grčkim tekstovima. Preteča je kasnijih igara na ploči, kao što su go, šah i dama.
U Rimskom Carstvu, djeca su imitirala vojnike koji su u sklopu obuke pod punom opremom skakali na jednoj nozi po kvadratima raspoređenim na dužini od 30-ak metara. Igra se spominje kod Plinija, a na rimskom Forumu pronađen je crtež školice, koji također datira iz razdoblja Carstva.
Već u srednjem vijeku igra je bila rasprostranjena u čitavoj Europi, opisana u likovnim i literarnim djelima, kao na primjer u Rabelaisovom romanu Gargantua i Pantagruel.

## Način igre
Igru može igrati i jedan igrač, ali se obično igra kao natjecanje u grupi. Igra je individualna, to jest svaki igrač igra za sebe, a igrači nastupaju jedan za drugim. Cilj igre je proći školicu po određenim pravilima. Pobjednik je igrač koji prvi prođe školicu.
Igra školice rasprostranjena je u čitavom svijetu, te se i pravila razlikuju. Međutim, osnovna pravila su ista:
- Na tlu (može biti bilo koja podloga) nacrta se školica koja može biti u različitim oblicima. Polja školice su najčešće kvadrati, ali mogu biti i drugačija, na primjer trokuti ili polukrugovi. Broj i veličina polja mogu se prilagoditi uzrastu. Uobičajeno je svako polje označiti brojem.
- Kroz školicu se prolazi skakanjem, odnosno skakutanjem (manji češći skokovi). Skakuće se na jednoj nozi u jednostrukim i na dvije noge u dvostrukim (paralenim) poljima (svaka noga u svom polju).
- Rekvizit za igru je neki manji predmet, kao što je plosnat kamenčić (plojka), komad crijepa i slično. Treba biti plosnat da bi se preciznije bacio i da se ne bi otkotrljao iz polja školice.

Jedan od lakših načina igre:
- Igrač stane pred školicu i baci kamenčić na polje broj 1. Zatim po poljima odskakuće do kraja školice (označen polukrugom ili pravokutnikom širine dva kvadrata). Tu se na obje noge okrene za 180° i odskakuće natrag do prvog polja, gdje se saginje (također na jednoj nozi), uzima kamenčić i iskače iz školice.
- Ako igrač prođe čitavu školicu bez greške, nastavlja na isti način, bacajući kamenčić na sljedeće polje sve dok ne završi igru.
- Greške su ako igrač baci kamenčić u pogrešno polje, nagazi liniju polja, izađe van polja ili stane s obje noge u jednostruko polje. Ako igrač napravi grešku, nastavlja gdje je stao nakon što ostali igrači prođu svoj red.
- Pobjednik je igrač koji prvi prođe kroz školicu. Ako je više igrača uspješno prošlo, igra se nastavlja dok se ne odluči pobjednik.

## Značaj za razvoj
Igra je pogodna za razvoj vještina djece jer usavršava ravnotežu, koncentraciju, koordinaciju tijela, preciznost bacanja. Usto, mlađa djeca uče crtanje i brojeve. Stoga mnogi vrtići i škole imaju školicu u nastavi tjelesnog odgoja.

## Utjecaj
Igra i njen naziv imaju širok utjecaj na razna područja, na primjer:
- Na trgovima ili u parkovima mnogih gradova iscrtana je školica, ili je prikazana kao skulptura. Često se nalazi i u dječjim ustanovama (na primjer u bolnicama).
- Najpoznatije djelo argentinskog književnika Julija Cortázara je roman "Igra školice" (Rayuela) iz 1963. godine.
- Ronald Neame je 1980. godine snimio film pod naslovom Igra školice.

## Vanjske poveznice
|  | Zajednički poslužitelj ima još gradiva o temi Školica |